# Louis-Georges Niels
Louis Georges "George" Niels, född 2 maj 1919, död 16 februari 2000, var en belgisk bobåkare.
Niels blev olympisk silvermedaljör i fyrmansbob vid vinterspelen 1948 i Sankt Moritz.